# Xystrocera erosa
Xystrocera erosa là một loài bọ cánh cứng trong họ Cerambycidae.